# Calendario somalo
Il calendario somalo era tradizionalmente basato sulla suddivisione delle stagioni, sempre quattro, ma diversamente determinate rispetto alle stagioni inizialmente definite dalla cultura europea.
Nel calendario somalo preislamico, l'anno aveva la durata di 365 giorni e gli anni non venivano numerati progressivamente ma in periodi di 7, all'interno dei quali agli anni veniva dato il nome dei giorni della settimana, a seconda del giorno iniziale. L'anno islamico invece durava 354 giorni.

## Le stagioni del calendario somalo
Queste stagioni sono:
- Gilal: dalla metà di dicembre alla metà di marzo;
- Gu: dalla metà di marzo, alla fine di maggio;
- Hagai: i quattro mesi di giugno, luglio, agosto e settembre;
- Der: dal principio di ottobre alla metà di dicembre.

Come si nota, le stagioni non hanno uguali le durate.
I Somali consideravano per il cambio delle stagioni l'evento più meteorologicamente importante del loro clima, cioè il fenomeno del monsone. La stagione che essi chiamano Gilal è quella del monsone di nord-est: gran caldo senza pioggia. La stagione Hagai è quella del monsone sud-ovest: fresco, con piccole piogge saltuarie. Le interposte stagioni Gu e Der sono quelle del cambio del monsone: caldo e molta pioggia.
Il calendario somalo non considerava l'astronomia, né la cronologia, e normalmente non comprendeva  la cronologia per millesimo dell'anno. Allorché si doveva indicare l'epoca di un avvenimento passato, il calendario viene usato per una datazione relativa: Fu in principio (o nel tempo, o alla fine) del Gilal (o del Gu...) di tre (o di 5, o di 10...) anni fa.

## Calendario somalo e calendario islamico
Poiché la popolazione della Somalia è principalmente musulmana, al calendario somalo tradizionale si sovrappose l'uso del calendario islamico.
I somali danno comunque dei loro nomi ai mesi dell'anno:
Corrispondenza dei nomi dei mesi
| Nome somalo | Nome arabo      |
| ----------- | --------------- |
| asciúra     | mohárrem        |
| sáfar       | sáfar           |
| maulùd      | rabìe el áuel   |
| ma madóne   | rabìe et táni   |
| bau hóro    | giumàd el áuel  |
| bau dámbe   | giumàd el achèr |
| áu Osmàn    | regiàb          |
| áu ba Ossèn | sciaabàn        |
| someàt      | ramadàn         |
| sónfor      | sciauàl         |
| siditàl     | zulchéda        |
| aráfa       | zulchéggia      |

Tutti osservano quattro solennità musulmane che sono:
- L'Asciura (morte del profeta), nel nono giorno dopo quello del capo d'anno musulmano;
- Il Muled en-Nabi (nascita del profeta), il settantesimo giorno dopo quello del capo d'anno;
- Il Ramadan (nome del mese del digiuno diurno) che è il nono mese del calendario musulmano;
- Il grande Bairàm nei primi tre giorni del decimo mese dell'anno.

Il calendario islamico è osservato  dai Cadì (giudici), dagli Scech (sacerdoti) e dagli Scerif (pretesi discendenti da Maometto), le date delle quattro solennità sono indicate, di volta in volta, nelle moschee dai sacerdoti.
È da osservare come il senso pratico di quella parte di popolazione che vive di agricoltura avesse fatto prevalere, nelle tradizioni somale, la nozione dell'anno solare tropico su quella dell'anno di lunazioni (su cui è basato il calendario islamico), che non può avere andamento parallelo a quello delle stagioni climatiche. Nel calendario musulmano, il capo d'anno (primo del mese di Moarem) può coincidere con un qualunque giorno del nostro anno tropico, sicché non può esistere coincidenza tra il calendario musulmano e gli andamenti meteorologici connessi col periodo dell'anno tropico.